# Oldsmobile 442
Oldsmobile 442 – samochód sportowy typu muscle car klasy wyższej produkowany pod amerykańską marką Oldsmobile w latach 1963 – 1987. 

## Pierwsza generacja

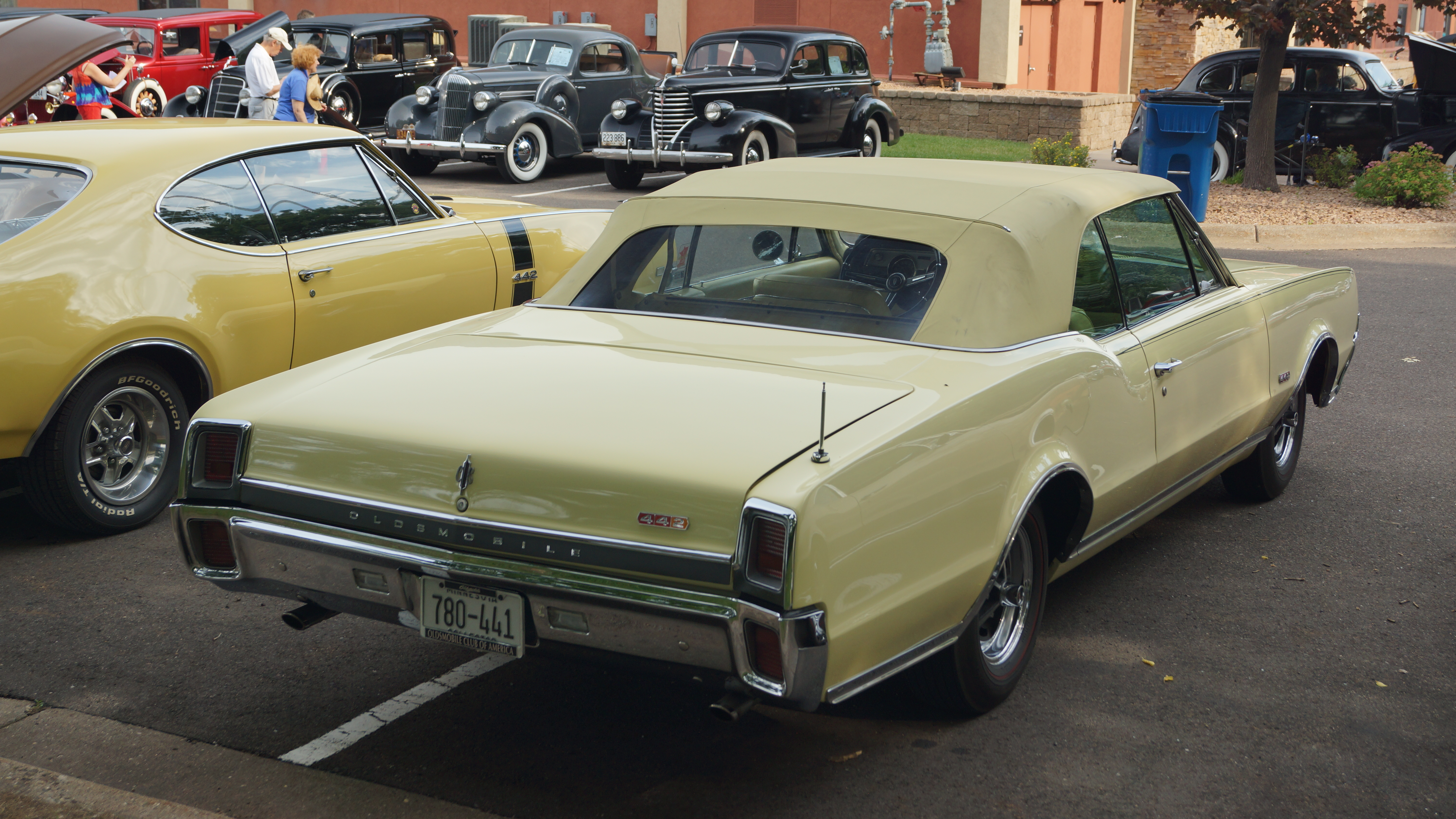
Oldsmobile 442 I - tył

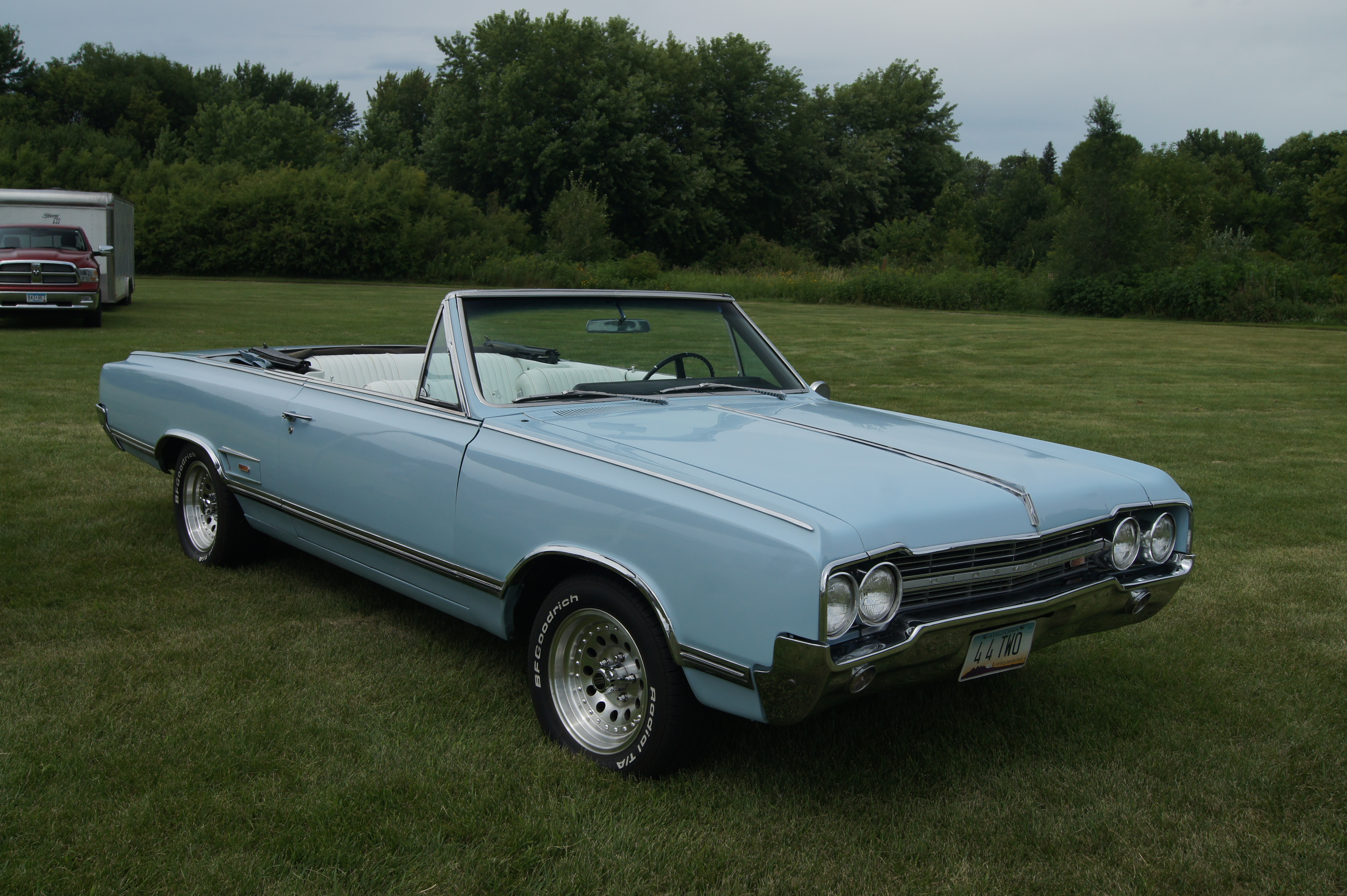
Oldsmobile 442 I Cabriolet

Oldsmobile 442 I został zaprezentowany po raz pierwszy w 1964 roku.
W połowie lat 60. XX wieku Oldsmobile poszerzyło swoje portfolio o duży model 442, który został oparty na bazie mniejszego F-85.
Pierwsza generacja Oldsmobile 442 wyróżniało się masywnym nadwoziem z dużą, chromowaną atrapą chłodnicy, podwójnymi reflektorami i podłużnym bagażnikiem z tylnymi lampami umieszczonymi na krawędziach błotników. Karoseria zyskała ponadto liczne przetłoczenia i wytłoczenia w karoserii.

### Silniki
- V8 5.4l
- V8 6.6l

## Druga generacja

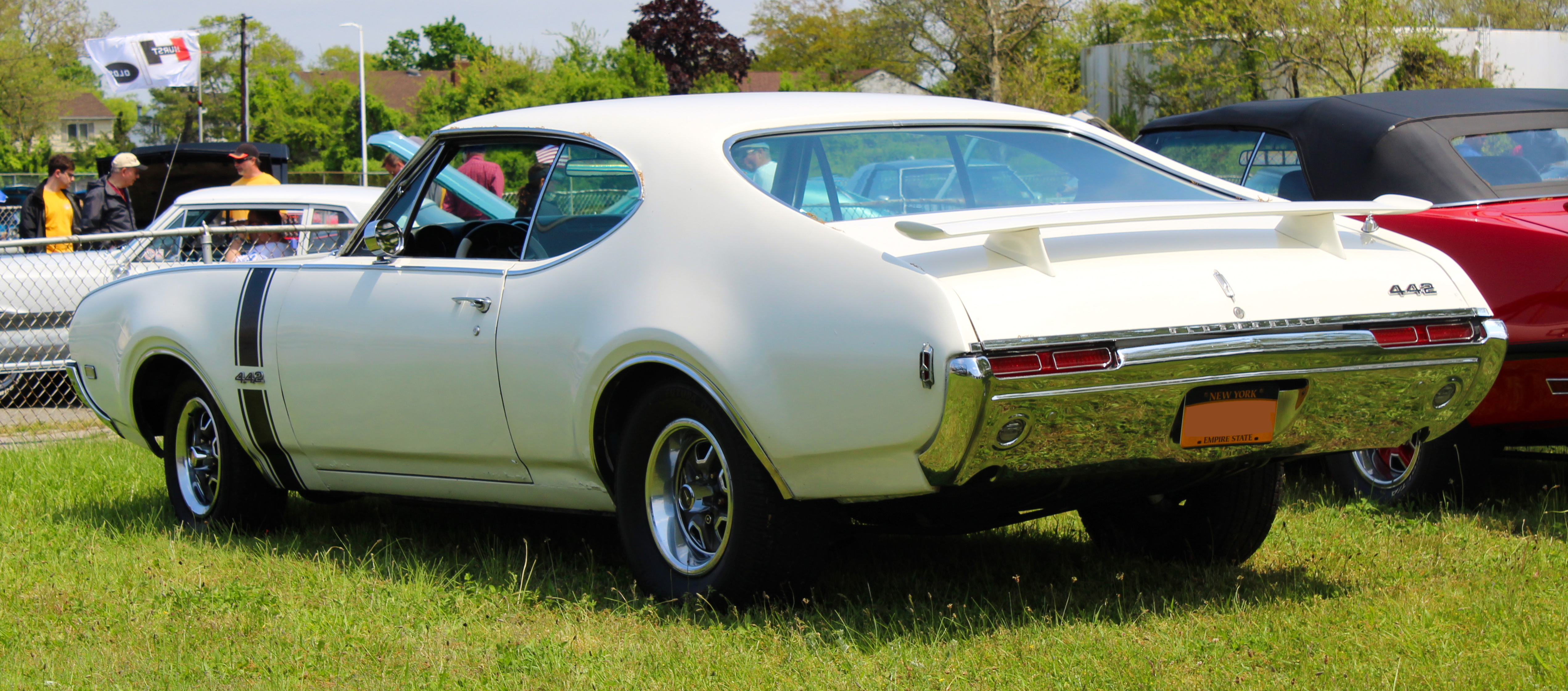
Oldsmobile 442 II - tył

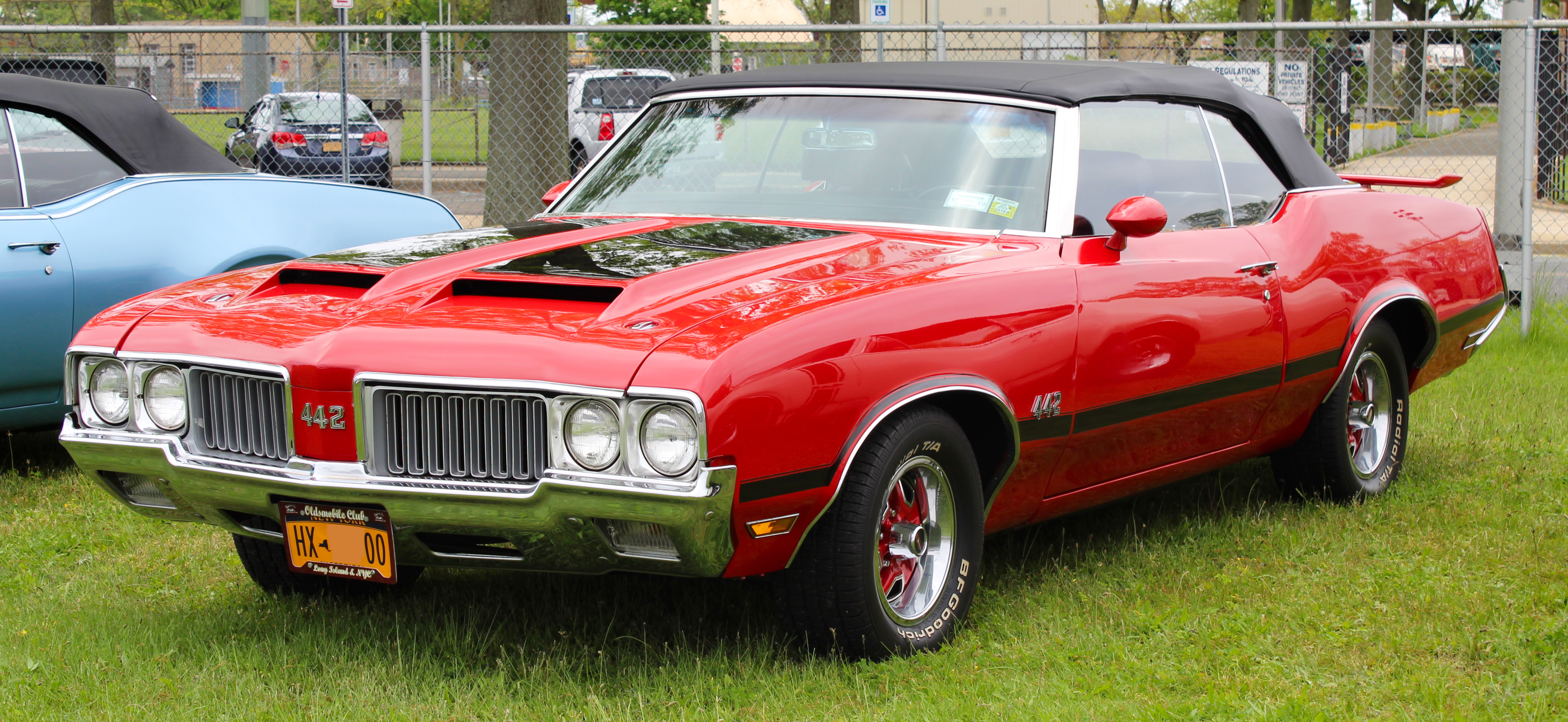
Oldsmobile 442 II po liftingu

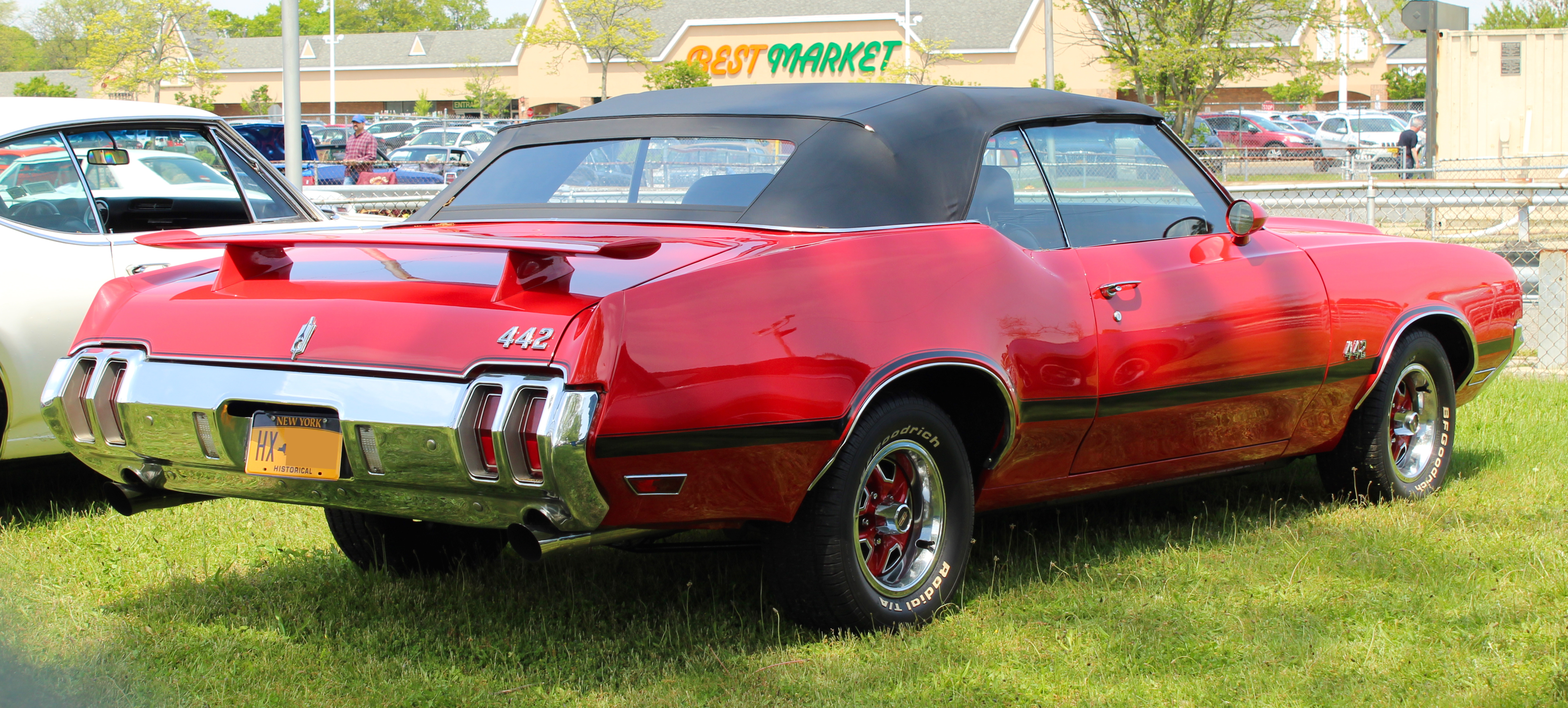
Oldsmobile 442 II - tył po liftingu

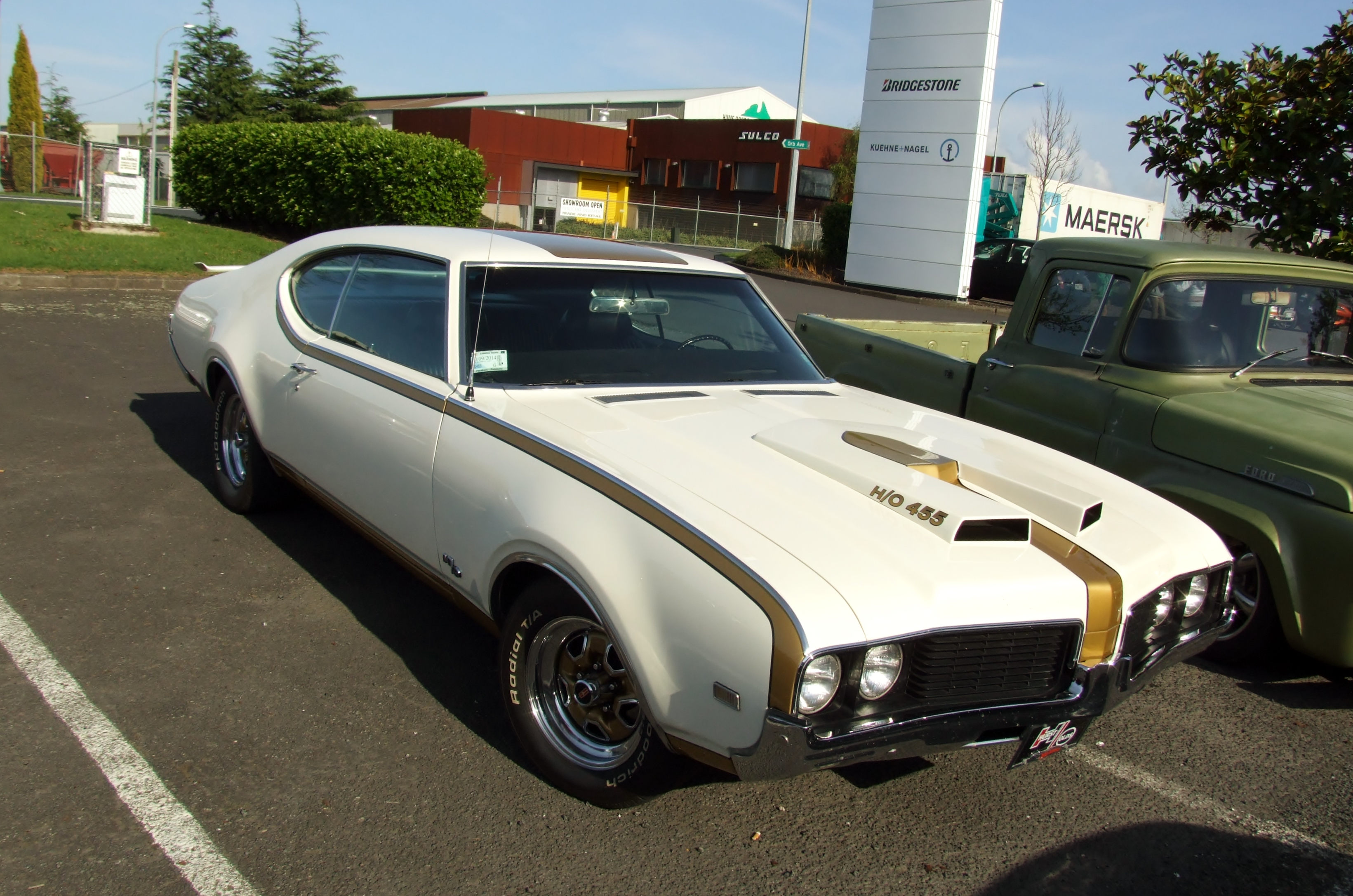
Oldsmobile Hurst/Olds I

Oldsmobile 442 II został zaprezentowany po raz pierwszy w 1968 roku.
Opracowując drugą generację 442, Oldsmobile przyjęło inną koncepcję niż w przypadku poprzednika. Tym razem samochód pełnił w ofercie producenta funkcję dużego muscle cara, opierając się na zmodernizowanej platformie A-body. 
Nadwozie zyskało masywne, muksularne proporcje z charakterystycznymi, szeroko rozstawionymi podwójnymi reflektorami i wyraźnie zarysowanymi nadkolami.

### Restylizacje
Podczas trwającej pięć lat produkcji Oldsmobile 442, każdego roku przechodził on kolejne zmiany wizualne. Największą restylizację przeprowadzono w 1970 roku, kiedy to całkowicie zmienił się wygląd pasa przedniego, a także tylnej części nadwozia.
Pojawiła się większa, dwuczęściowa atrapa chłodnicy z dużą poprzeczką dzielącą ją na pół. Reflektory zostały zestawione ze sobą znacznie bliżej.

### Hurst/Olds
W 1968 roku po raz pierwszy oferta modelu 442 została poszerzona o topowy wariant Hurst/Olds. Wyróżniał się on innym malowaniem nadwozia z charakterystycznymi pasami, a także 4-litrowym silnikiem V8 o mocy 350 KM.

### Silniki
- V8 6.6l
- V8 7.5l

### Dane techniczne (V8 7.5)
- V8 7,5 l (7543 cm³), 2 zawory na cylinder, OHV
- Układ zasilania: gaźnik
- Średnica cylindra × skok tłoka: 104,80 mm × 108,00 mm
- Stopień sprężania: 10,5:1
- Moc maksymalna: 375 KM (276 kW) przy 5200 obr./min
- Maksymalny moment obrotowy: 678 N•m przy 3600 obr./min
- Przyspieszenie 0-80 km/h: 4,5 s
- Przyspieszenie 0-100 km/h: 5,7 s
- Przyspieszenie 0-160 km/h: 14,3 s
- Czas przejazdu ¼ mili: 14,36 s
- Prędkość maksymalna: 187 km/h

## Trzecia generacja

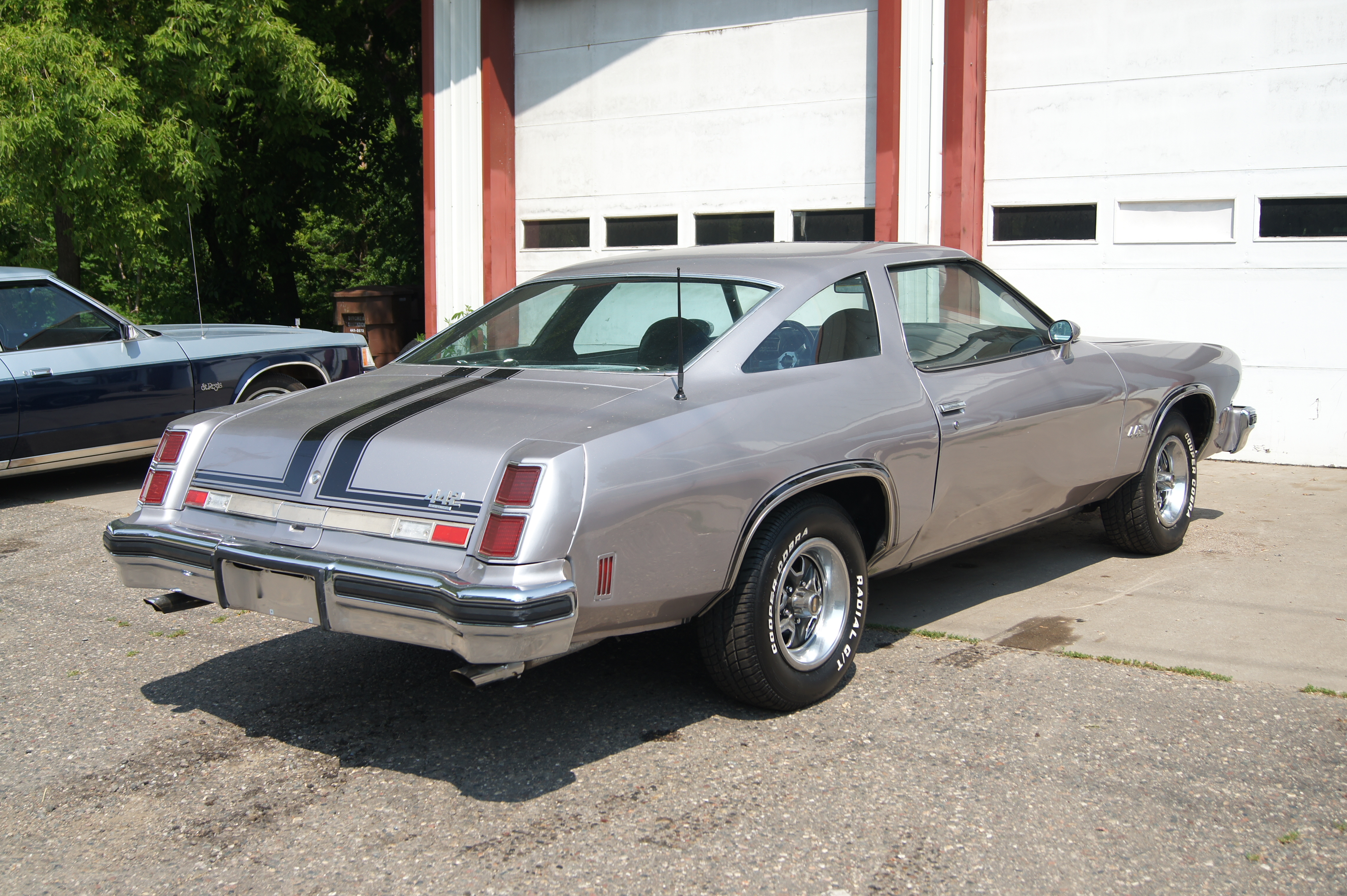
Oldsmobile 442 III - tył

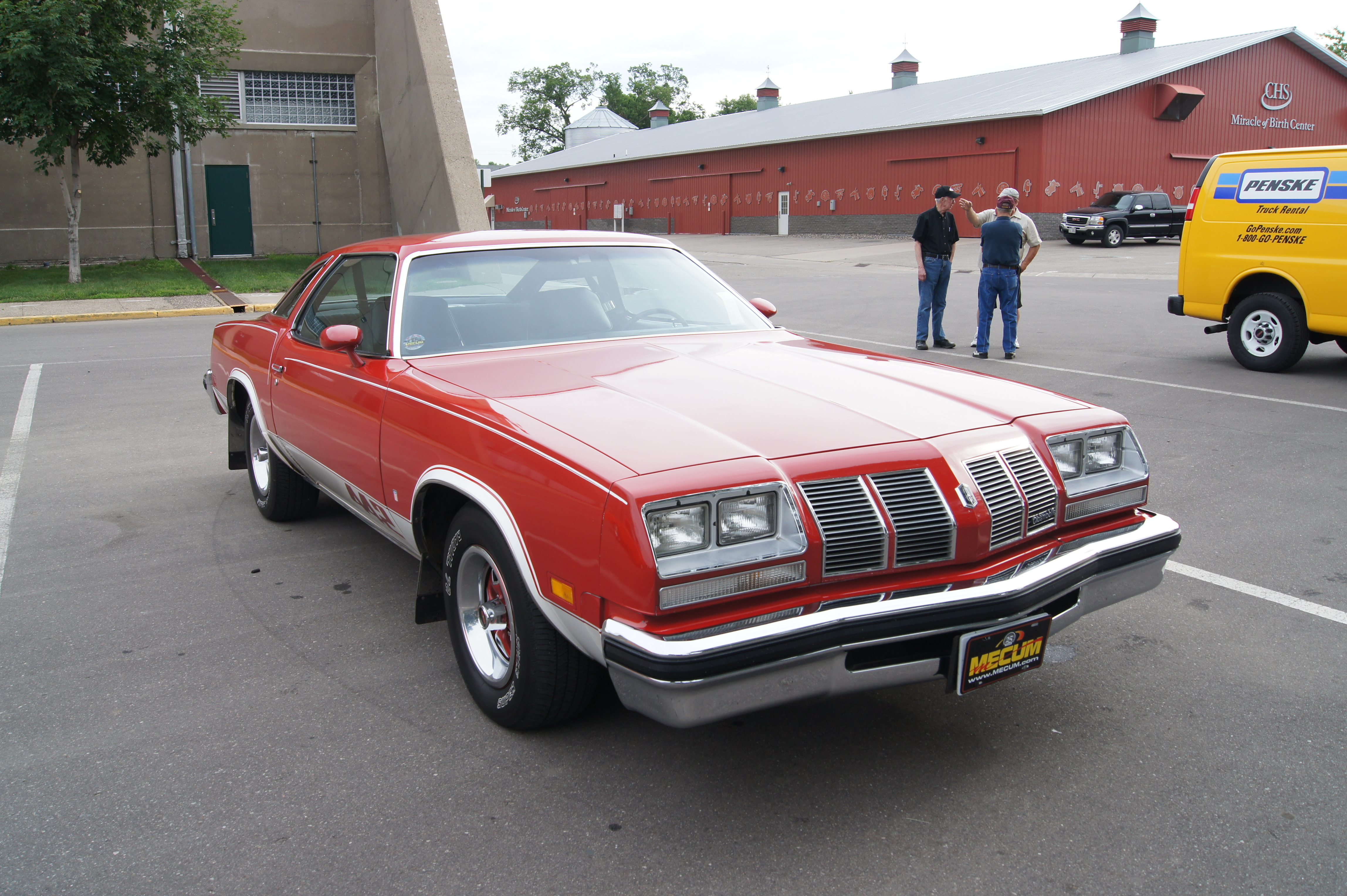
Oldsmobile 442 III po liftingu

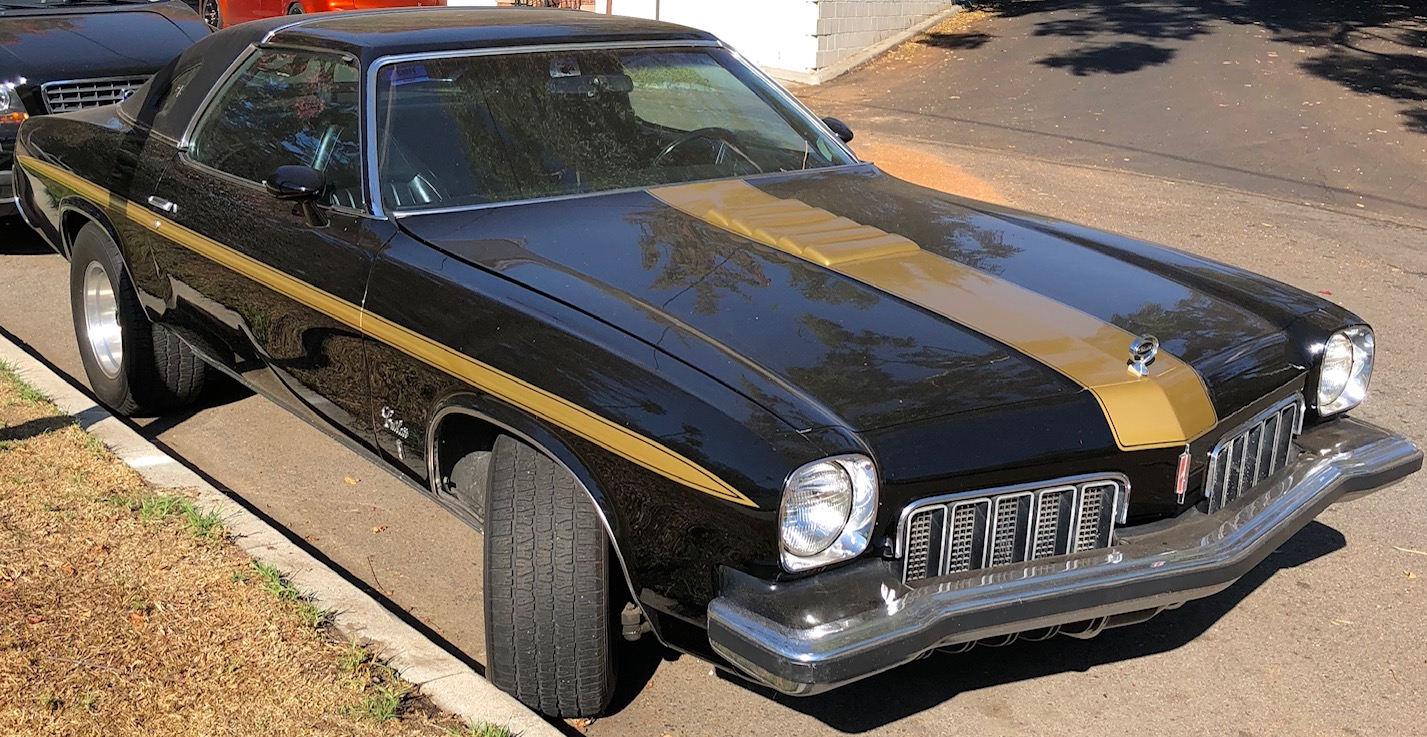
Oldsmobile Hurst/Olds II

Oldsmobile 442 III został zaprezentowany po raz pierwszy w 1973 roku.
Trzecia generacja Oldsmobile 442 powstała na zmodernizowanej platformie A-body, która przyniosła masywniejsze i gruntownie zrestylizowane nadwozie. Pojawiły się pojedyncze, szeroko rozstawione reflektory z dużą, dwuczęściową atrapą chłodnicy, a także charakterystyczna ścięta tylna część nadwozia. 422 III był identyczny względem modelu Cutlass.

### Lifting
W 1976 roku Oldsmobile 442 trzeciej generacji przeszło obszerną restylizację nadwozia, która przyniosła obszerne zmiany w wyglądzie przedniej części nadwozia. pojawiły się większe, kanciaste reflektory z dwuczęściowymi kloszami, a także szerokimi, kanciastymi kierunkowskazami. Ponadto umieszczona została też pochylona pod kątem atrapa chłodnicy.

### Hurst/Olds
Podobnie jak w przypadku poprzednika, na bazie trzeciej generacji Oldsmobile 442 została zbudowana sportowa odmiana Hurst/Olds. Tym razem poza innym malowaniem nadwozia, a także przestylizowaną atrapą chdłodnicy. Samochód napędzany był silnikiem V8 o pojemności 3,5-litra.

### Silniki
- L6 4.1l
- V6 3.8l
- V8 4.3l
- V8 5.7l
- V8 6.6l
- V8 7.5l

## Czwarta generacja

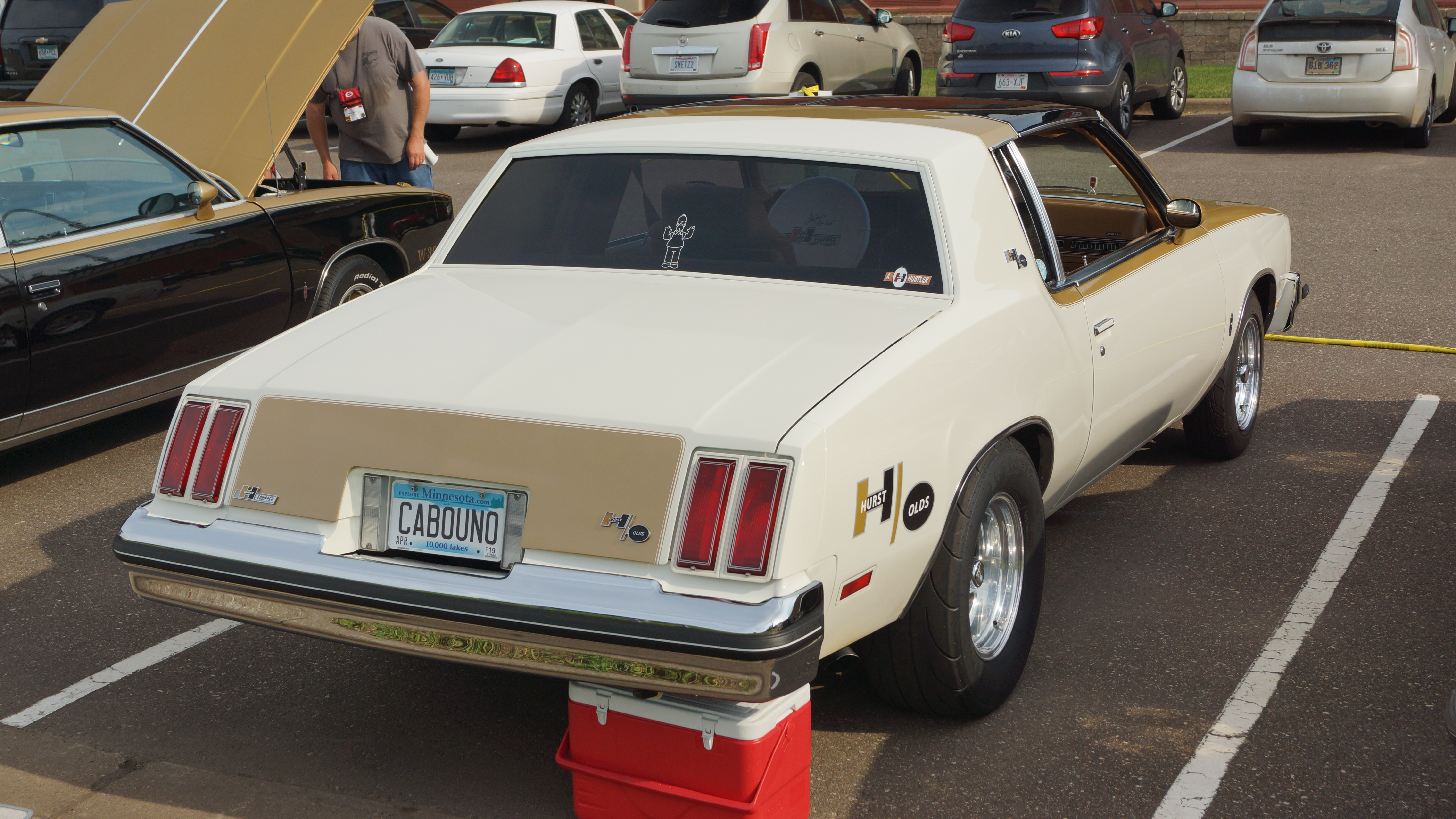
Oldsmobile Hurst/Olds III - tył

Oldsmobile 442 IV został zaprezentowany po raz pierwszy w 1978 roku.
Czwarta generacja Oldsmobile 442 została zbudowana na platformie A-body, zyskując bardziej zwarte i kanciaste proporcje nadwozia. Z przodu pojawiły się kwadratowe reflektory, a także nisko poprowadzona linia dachu, szerokatylna szyba i ścięta pod kątem tylna część nadwozia z dwuczęściowymi lampami.

### Hurst/Olds
Tym razem topowa, sportowa odmiana Oldsmobile 442 o nazwie Hurst/Olds odróżniała się pod kątem wizualnym jedynie innym, dwukolorowym malowaniem nadwozia. Pojazd ponownie był napędzany 3,5-litrowym silnikiem typu V8.

### Silniki
- V6 3.8l
- V8 4.3l
- V8 5.0l

## Piąta generacja

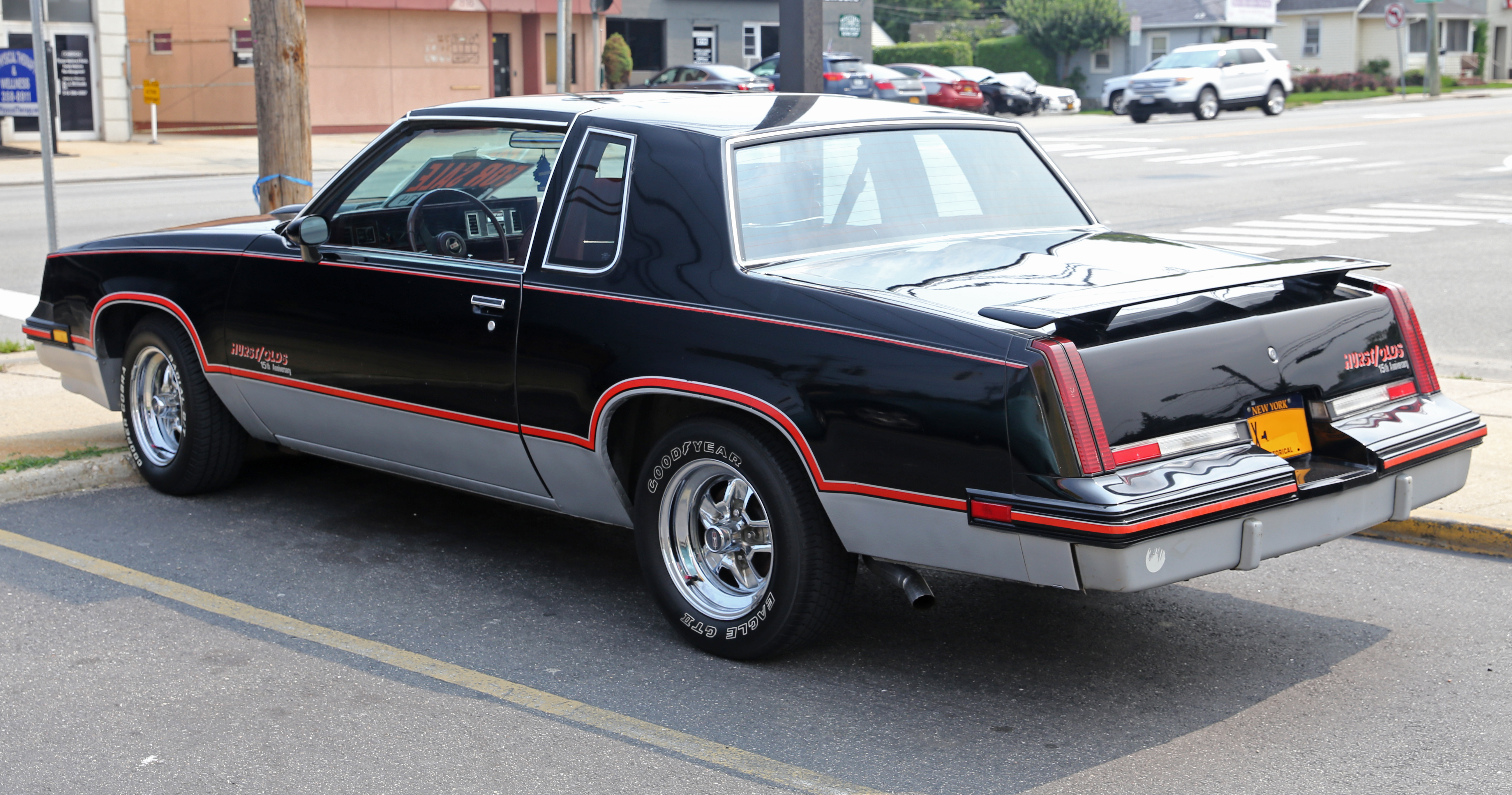
Oldsmobile Hurst/Olds IV - tył

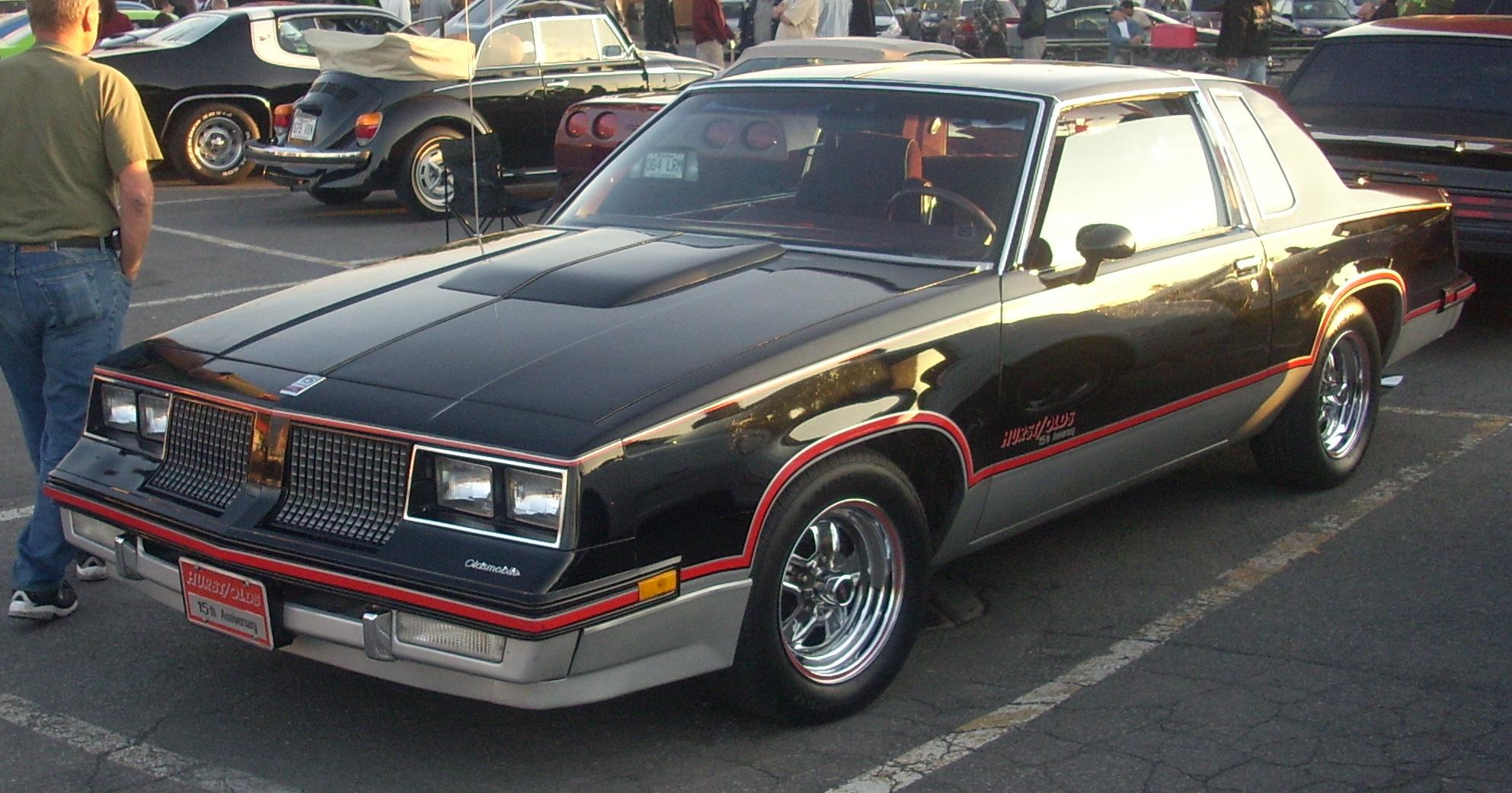
Oldsmobile Hurst/Olds IV

Oldsmobile 442 V został zaprezentowany po raz pierwszy w 1985 roku.
Piąta i zarazem ostatnia generacja Oldmobile 442 była głęboko zmodyfikowanym poprzednikiem powracającym na rynek po 5-letniej przerwie. Samochód zachował taki sam kształt sylwetki, z identycznymi proporcjami nadwozia. Restylizacji poddano jednak wygląd pasa przedniego, a także kształt tylnych lamp i wystrój wnętrza.

### Hurst/Olds
Ostatnia generacja linii Hurst/Olds ponownie charakteryzowała się niewielkimi różnicami wizualnymi, z innym malowaniem nadwozia, dodatkowymi spojlerami i innym ogumieniem. Samochód napędzał silnik V8 o mocy 390 KM.

### Silniki
- V6 3.8l
- V8 4.3l
- V8 5.0l